# Grande Prémio Internacional de Torres Vedras-Troféu Joaquim Agostinho 2007
Il Grande Prémio Internacional de Torres Vedras-Troféu Joaquim Agostinho 2007, trentesima edizione della corsa, si svolse dall'11 al 15 luglio 2007 su un percorso di 603 km ripartiti in 4 tappe più un cronoprologo, con partenza da Matacaes e arrivo a Torres Vedras. Fu vinto dallo spagnolo Xavier Tondó della LA-MSS davanti ai suoi connazionali Eladio Jiménez e Héctor Guerra.

## Tappe
| Tappa  | Data      | Percorso                                    | km    | Vincitore di tappa | Leader cl. generale |
| ------ | --------- | ------------------------------------------- | ----- | ------------------ | ------------------- |
| Prol.  | 11 luglio | Matacaes > Ereira                           | 8     | Xavier Tondó       | Xavier Tondó        |
| 1ª     | 12 luglio | Carvoeira > A dos Cunhados                  | 165   | Javier Benítez     | Xavier Tondó        |
| 2ª     | 13 luglio | Sobral de Monte Agraço > Alto de Montejunto | 152,3 | Eladio Jiménez     | Xavier Tondó        |
| 3ª     | 14 luglio | Manrique Do I > Torres Vedras               | 178,7 | Javier Benítez     | Xavier Tondó        |
| 4ª     | 15 luglio | Torres Vedras > Torres Vedras               | 99    | Javier Benítez     | Xavier Tondó        |
| Totale | Totale    | Totale                                      | 603   |                    |                     |

## Dettagli delle tappe

### Prologo
- 11 luglio: Matacaes > Ereira – 8 km

| Pos. | Corridore        | Squadra     | Tempo  |
| ---- | ---------------- | ----------- | ------ |
| 1    | Xavier Tondó     | LA-MSS      | 12'55" |
| 2    | João Cabreira    | LA-MSS      | a 18"  |
| 3    | Juan Gomis Lopez | Vitoria-ASC | a 23"  |

| Pos. | Corridore        | Squadra     | Tempo  |
| ---- | ---------------- | ----------- | ------ |
| 1    | Xavier Tondó     | LA-MSS      | 12'55" |
| 2    | João Cabreira    | LA-MSS      | a 18"  |
| 3    | Juan Gomis Lopez | Vitoria-ASC | a 23"  |

### 1ª tappa
- 12 luglio: Carvoeira > A dos Cunhados – 165 km

| Pos. | Corridore         | Squadra     | Tempo    |
| ---- | ----------------- | ----------- | -------- |
| 1    | Javier Benítez    | Benfica     | 4h22'26" |
| 2    | Nuno Marta Duarte | Madeinox    | s.t.     |
| 3    | Javier Cherro     | Fuertevent. | s.t.     |

| Pos. | Corridore        | Squadra     | Tempo    |
| ---- | ---------------- | ----------- | -------- |
| 1    | Xavier Tondó     | LA-MSS      | 4h35'21" |
| 2    | João Cabreira    | LA-MSS      | a 18"    |
| 3    | Juan Gomis Lopez | Vitoria-ASC | a 23"    |

### 2ª tappa
- 13 luglio: Sobral de Monte Agraço > Alto de Montejunto – 152,3 km

| Pos. | Corridore      | Squadra     | Tempo    |
| ---- | -------------- | ----------- | -------- |
| 1    | Eladio Jiménez | Karpin      | 3h43'07" |
| 2    | Xavier Tondó   | LA-MSS      | s.t.     |
| 3    | Daniel Petrov  | Duja-Tavira | a 17"    |

| Pos. | Corridore      | Squadra    | Tempo    |
| ---- | -------------- | ---------- | -------- |
| 1    | Xavier Tondó   | LA-MSS     | 8h18'22" |
| 2    | Eladio Jiménez | Karpin     | a 46"    |
| 3    | Tiago Machado  | Riberalves | a 55"    |

### 3ª tappa
- 14 luglio: Manrique Do I > Torres Vedras – 178,7 km

| Pos. | Corridore           | Squadra     | Tempo    |
| ---- | ------------------- | ----------- | -------- |
| 1    | Javier Benítez      | Benfica     | 4h29'43" |
| 2    | Javier Cherro       | Fuertevent. | s.t.     |
| 3    | André Moreira Vital | Madeinox    | s.t.     |

| Pos. | Corridore      | Squadra    | Tempo     |
| ---- | -------------- | ---------- | --------- |
| 1    | Xavier Tondó   | LA-MSS     | 12h48'05" |
| 2    | Eladio Jiménez | Karpin     | a 46"     |
| 3    | Tiago Machado  | Riberalves | a 55"     |

### 4ª tappa
- 15 luglio: Torres Vedras > Torres Vedras – 99 km

| Pos. | Corridore        | Squadra      | Tempo    |
| ---- | ---------------- | ------------ | -------- |
| 1    | Javier Benítez   | Benfica      | 2h37'59" |
| 2    | Héctor Guerra    | Liberty Seg. | s.t.     |
| 3    | Alexis Rodríguez | Fercase      | s.t.     |

| Pos. | Corridore      | Squadra      | Tempo     |
| ---- | -------------- | ------------ | --------- |
| 1    | Xavier Tondó   | LA-MSS       | 15h26'04" |
| 2    | Eladio Jiménez | Karpin       | a 46"     |
| 3    | Héctor Guerra  | Liberty Seg. | a 53"     |

## Classifiche finali

### Classifica generale
| Pos. | Corridore        | Squadra      | Tempo     |
| ---- | ---------------- | ------------ | --------- |
| 1    | Xavier Tondó     | LA-MSS       | 15h26'04" |
| 2    | Eladio Jiménez   | Karpin       | a 46"     |
| 3    | Héctor Guerra    | Liberty Seg. | a 53"     |
| 4    | Tiago Machado    | Riberalves   | a 55"     |
| 5    | Alexis Rodríguez | Fercase      | a 1'06"   |
| 6    | José Azevedo     | Benfica      | a 1'13"   |
| 7    | Pedro Cardoso    | LA-MSS       | a 1'55"   |
| 8    | David Bernabéu   | Fuertevent.  | a 2'07"   |
| 9    | Sergi Escobar    | G. Mateos    | a 2'19"   |
| 10   | Javier Cherro    | Fuertevent.  | a 2'23"   |